# 1542
Cette page concerne l'année 1542  du calendrier julien.
L'année 1542 est une année commune qui commence un dimanche.

## Événements

### Afrique
- 2 février, Éthiopie : victoire des Portugais sur les musulmans à Baçente, dans le Tigré[1].
- 16 avril : bataille de Jarte[1]. Les Portugais arrivent au sud de Macallé où ils se retranchent devant le gros des troupes de Grange. En deux batailles au sud de l’Amba Alagui, le 25 mars et le 16 avril, ils débandent les musulmans, surpris par les armes à feu, et blessent l’Imâm Ahmed Gragne[2]. Mi-avril, ils atteignent la plaine d’Ofala, au sud du lac Achangui, alors que la saison des pluies arrive.
- Avril : le beylerbey d'Alger Hasan Agha envoie une expédition punitive contre le roi kabyle de Koukou, qui a fourni 2000 hommes à Charles Quint lors du siège d'Alger. Ce dernier se soumet devant les armes à feu[3].
- 28 août : bataille de Wofla[1]. Pendant ce temps, Gragne refait ses troupes et y adjoint 900 mousquetaires et dix canons reçus d’Arabie du pacha des Turcs de Zébid. Il reprend l’offensive avant la saison sèche et met les Portugais en déroute : deux cents survivants se replient vers le Sémien avec la reine et le Patriarche catholique Bermudez. Don Christophe de Gama, resté en arrière, est pris, torturé et tourné en dérision avant d’être décapité (29 août).
- Octobre : le négus Claude réussi à joindre à ses troupes ce qui reste des Portugais, tandis que Gragne, sûr de son succès, a congédié ses alliés turcs et regagné ses quartiers près du lac Tana[4].

- Les troupes songhaï envahissent le Bendougou (Mali)[5].

### Amérique
- 6 janvier : fondation de la ville de Mérida (Mexique) par le conquistador espagnol Francisco de Montejo, sur le site de l'ancienne cité maya de Tho[6].
- 18 janvier, Chili : Pedro de Valdivia envoie Alonso de Monroy au Pérou pour chercher du renfort. À son retour à Santiago du Chili le 20 décembre 1543 avec 70 hommes, Valdivia entreprend la conquête progressive du Chili[7]. Il ne dispose que de 143 hommes.
- 31 janvier : Álvar Núñez Cabeza de Vaca découvre les chutes d'Iguaçu[8].
- Janvier-février : soixante bateaux quittent Rouen pour Terre-Neuve pour la pêche à la morue[9].

- 2 février : Gonzalo Pizarro et Francisco de Orellana découvrent le fleuve Amazone[10]. Pizarro rebrousse chemin.
- 14 février : fondation de Guadalajara au Mexique[11].
- 16 avril : départ de La Rochelle de Jean-François de la Rocque de Roberval. Le roi de France, François Ier, l’a nommé lieutenant général de la Nouvelle-France le 15 janvier 1541 et chargé de fonder une colonie. Le 8 juin, il arrive à Terre-Neuve où il rencontre Jacques Cartier puis se rend au cap Rouge près de Québec[12], au Canada. Il rentre en France en 1543[13].
- 24 juin : Francisco de Orellana affronte un peuple dirigé par des femmes guerrières, qu’il nomme Amazones[10].
- 27 juin-28 septembre : parti d'Acapulco, l'explorateur portugais João Rodrigues Cabrilho explore la côte de Californie pour l'Espagne. Il atteint l'actuelle Baie de San Diego le 28 septembre, qu'il nomme San Miguel[14].
- 26 août : arrivé au delta du fleuve Amazone, Francisco de Orellana gagne Hispaniola, puis se rend en Espagne auprès de Charles Quint, qui l’autorise à fonder une colonie dans les régions découvertes[15].

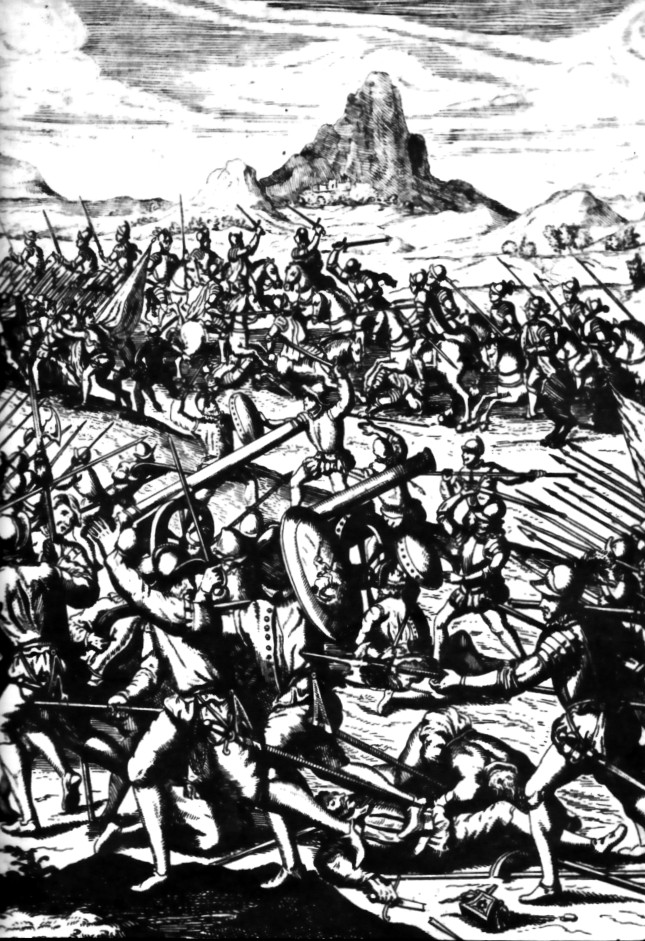
16 septembre : bataille de Chupas

- 16 septembre : bataille de Chupas[16].
  - Cristóbal Vaca de Castro, juge royal envoyé par Charles Quint pour rétablir l’ordre au Pérou, s’installe à Quito tenue par Belalcázar le 25 septembre 1541. De là, il demande à Gonzalo Pizarro de rester en dehors du conflit, ce qui a pour effet de le braquer contre le pouvoir central. Diego el Mozo refusant de collaborer, Vaca de Castro lui envoie une armée loyaliste dirigée par Cristóbal Barrientos et Francisco de Carjaval. Vaincu dans la plaine de Chupas, près d’Ayacucho (16 septembre), Diego el Mozo et ses partisans sont décapités sur la place de Cuzco. Vaca de Castro devra répondre devant Charles Quint de ces exécutions jugées expéditives. Diego Mendez réussit à s’évader et rejoint les partisans insurgés de l’Inca[17].
- 20 novembre :
  - promulgation des Leyes Nuevas[18] : suppression de l’encomienda par Charles Quint dans les colonies espagnoles grâce à l’opposition de Las Casas, nommé évêque de Chiapas contre Juan Ginés de Sepúlveda, qui se fondait sur Aristote pour justifier la tutelle des peuples supérieurs sur ceux voués par nature à l’esclavage. Sa thèse sera condamnée comme contraire à la doctrine de l’Église.
  - fondation de la vice-royauté de Nouvelle-Castille[19].

### Asie

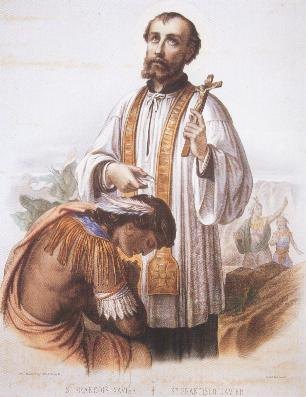
François Xavier baptise un pêcheur de perles (Parava), au Tamil Nadu.

- 9 mars : victoire de Shingen Takeda à la bataille de Sezawa au Japon. Il envahit la province de Shinano[20].
- 17 avril, Inde : reddition de Gwâlior, assiégée par Sher Shâh Sûrî, qui se tourne vers le Mâlwa qu'il soumet[21].
- 6 mai : François Xavier, missionnaire jésuite espagnol débarque à Goa[22], alors possession portugaise, afin d'évangéliser les Indiens.
- Mai (date probable) : un premier vaisseau portugais aborde au Japon, commandé par Fernão Mendes Pinto[23].
- Juillet-août, Chine : le khan mongol Altan Khan vainc l’immense armée des Ming dans le Shanxi et fait environ 200 000 prisonniers[24].

### Europe
- 3 janvier, Russie : Ivan Chouiski s’empare à nouveau du pouvoir et contraint Ivan Bielski à l’exil[25].
- 20 janvier, Saint Empire : apparition de surintendants, appelés à jouer un rôle de coordination entre les divers pasteurs luthériens. Nicolas Amsdorf est le premier intronisé par Luther lui-même à Naumbourg[26].
- 23 janvier : Henri VIII d'Angleterre devient roi d'Irlande[27].

- 4 février : le conseil privé ordonne à Londres l’arrestation de certains marchands étrangers « suspectés d’être Juifs »[28]. La communauté marrane de la ville décline.
- 13 février : Catherine Howard est exécutée pour haute trahison après que Thomas Cranmer, archevêque de Cantorbéry, eut dénoncé sa conduite[29]

- 16 mars : Macaire devient métropolite de Moscou et principal conseiller d’Ivan IV de Russie[30].

- Juin : révolte paysanne menée par Nils Dacke dans le Småland et le Blekinge (Suède), contre la Réforme, la lourdeur des impôts et l’interdiction qui est faite aux agriculteurs de faire transporter leurs productions par voie d’eau vers les ports de la Baltique[31]. Ils obtiennent l’appui d’Albrecht de Mecklembourg qui conserve ses prétentions sur le trône de Suède. Gustav Vasa, qui parvient difficilement à réprimer la révolte par les armes, essaye la persuasion et signe un cessez-le-feu le 8 novembre[32]. La révolte et réprimée en mars 1543. Nils Dacke est tué en août 1543.
- 22 mai : Paul III convoque le concile de Trente ; sa tenue est suspendue à cause de la guerre[33].
- 30 mai : autodafé en Sicile[34] (21 victimes brûlées).

- 4 juillet : un moine envoyé de Nice est accusé à Coni d’avoir voulu faire empoisonner le duc de Savoie Charles III (1486-1553) par les Français[35].

- 12 juillet, Lagny : le conseil du roi de France déclare la guerre à l'empereur[36]. Début de la Quatrième guerre entre François Ier et Charles Quint (fin en 1544).
  - Entente contre Charles Quint du prince de Clèves, des princes d’Empire protestants, de François Ier et de Soliman le Magnifique après l’échec d’Alger. La guerre se déroule en Artois, Gueldre, Luxembourg, Roussillon et Piémont. François Ier lance une double offensive sur les fronts septentrionaux et méridionaux.
- 21 juillet :
  - Bulle Licet ab initio. Le pape Paul III rétablit l’Inquisition romaine et nomme six cardinaux inquisiteurs généraux (congrégation du Saint-Office) pour juger les hérétiques. Son pouvoir ne s’exerce qu’en Italie[37].
  - Premier traité d'alliance entre la France et la Suède signé à Montiers-sur-Saulx[38].

- 26 août : le traité de Nuremberg contracté entre l'empereur Charles Quint et le duc Antoine de Lorraine permet au duché de Lorraine de devenir un véritable État souverain[39].
- 26 août-4 octobre : échec des Français au siège de Perpignan[36].
- 29 août : prise de la ville de Luxembourg par le duc d’Orléans ; elle est reprise par le comte de Nassau le 9 septembre quand Charles d'Orléans licencie ses troupes. La France perd le Luxembourg[40].

- Août : invasion de sauterelles à Vérone[41]. La Hongrie, la Bohême et l'Allemagne sont également ravagées[42].

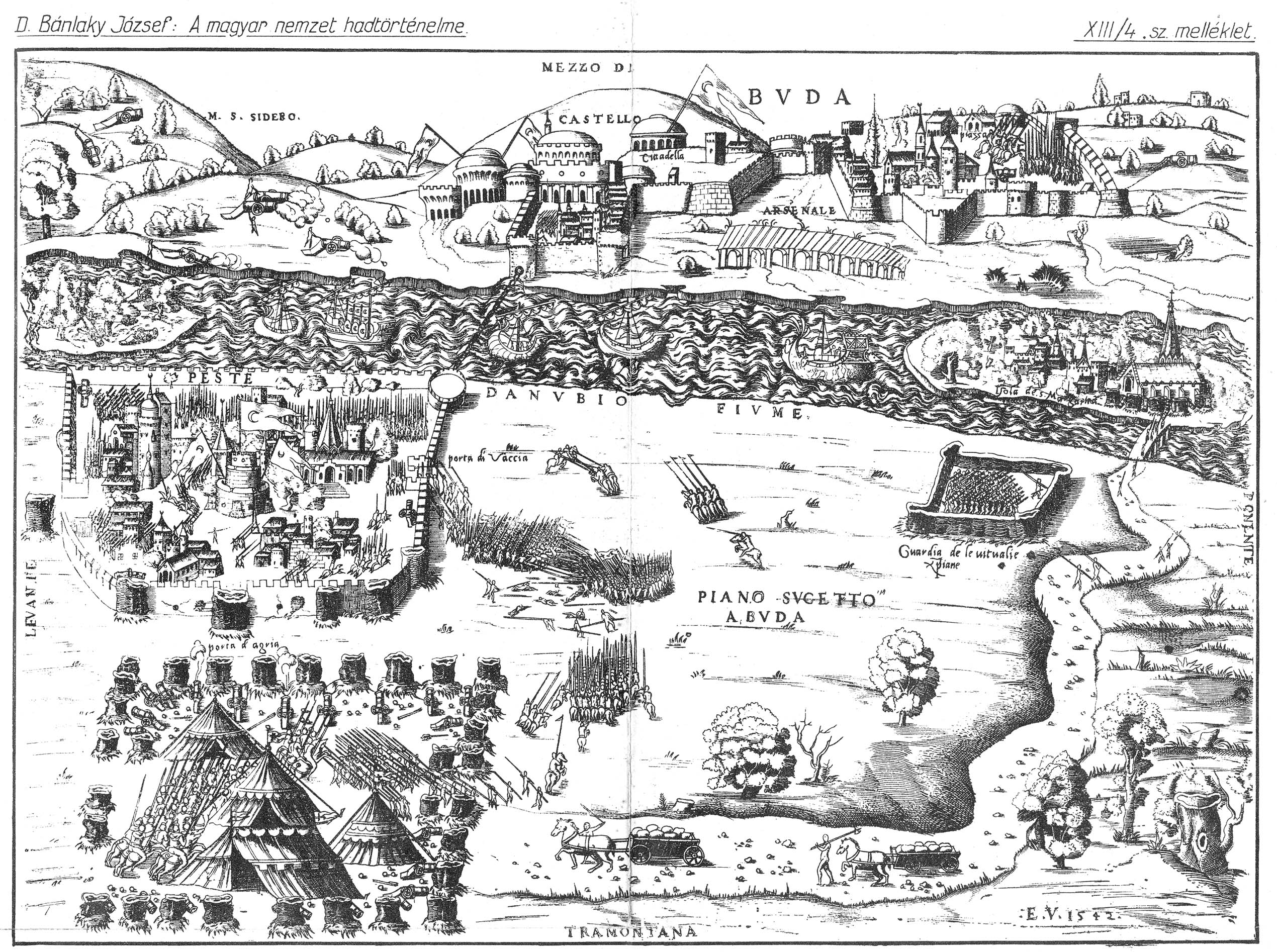
28 septembre-18 octobre : échec du siège de Pest

- 28 septembre-18 octobre : échec du siège de Pest, aux mains des Ottomans, par les forces de Ferdinand d’Autriche[43].

- 24 novembre : défaite de Jacques V d'Écosse contre les Anglais de Norfolk à la bataille de Solway Moss[44]. Il meurt peu après (14 décembre).
- 27 novembre : la régente Marie de Hongrie réunit à Bruxelles les États généraux des Pays-Bas et les contraint à voter des subsides pour financer la guerre contre la France[45].

- 14 décembre : Marie de Guise exerce la régence pour sa fille Marie Stuart, âgée de six jours, en Écosse et lutte contre la Réforme et l’Angleterre[46].

- Bodin relate qu'on voit en 1542 cent cinquante loups-garous rassemblés sur une place publique de Constantinople[47]. L'auteur de la Réalité de la Magie et des Apparitions ajoute que ce fait est constaté dans les journaux du temps.

## Naissances en 1542
- 27 janvier : Gioseffo Guami, compositeur, organiste, violoniste et chanteur italien de l'école vénitienne († 1611).
- 19 mars : Jan Zamoyski, magnat polonais († 3 juin 1605).
- 25 avril : Jean de Laval-Montmorency, marquis de Nesle, comte de Joigny et de Maillé (Luynes), vicomte de Brosse, baron de Bressuire, de La Roche-Chabot, la Motte-Saint-Heraye, etc. († 30 septembre 1578).
- 29 avril : Henri III de Münsterberg-Œls, duc de Münsterberg, duc de Bernstadt et comte de Glatz († 10 avril 1587).
- 5 mai : Thomas Cecil, gouverneur militaire et homme politique anglais († 8 février 1623).
- 11 mai : Jacques Christophe Blarer de Wartensee, ecclésiastique suisse, prince-évêque de Bâle († 18 avril 1608).
- 20 mai : Gasparo da Salò, luthier et musicien italien († 14 avril 1609).
- 6 juin : Richard Grenville, officier, navigateur et explorateur anglais († 10 septembre 1591).
- 24 juin : Jean de la Croix, prêtre carme et saint mystique espagnol († 14 décembre 1591).
- 25 juillet : Magnus de Suède, prince de Suède-Finlande († 26 juin 1595).
- 27 août : Jean-Frédéric de Poméranie, duc de Poméranie († 9 février 1600).
- 31 août : Isabelle de Médicis, sœur de François Ier de Médicis († 16 juillet 1576).
- 25 septembre : Élisabeth de Nassau-Dillenbourg, fille de Guillaume de Nassau-Dillenbourg et Juliana de Stolberg, une des sœurs de Guillaume le taciturne († 18 novembre 1603).
- 1er octobre : Álvaro de Mendaña, navigateur et explorateur espagnol († 18 octobre 1595).
- 4 octobre : Robert Bellarmin, jésuite et cardinal italien († 17 septembre 1621).
- 11 octobre : Haïm Vital, kabbaliste juif († 23 avril 1620).
- 14 octobre : Philippe IV de Nassau-Weilbourg, comte de Nassau-Weilbourg († 12 mars 1602).
- 15 octobre ou 23 novembre : Akbar, empereur moghol de l'Inde († 27 octobre 1605).
- 31 octobre : Henriette de Nevers, noble française, duchesse de Nevers et comtesse de Rethel († 24 juin 1601).
- 1er novembre : Tarquinia Molza, compositrice, musicienne (chant et viola bastarda), poétesse et naturaliste italienne († 8 août 1617).
- 11 novembre : Scipione Gonzaga, cardinal italien († 11 janvier 1593).
- 8 décembre : Marie Stuart, souveraine du royaume d’Écosse († 8 février 1587).
- 14 décembre : Jan van Hout, poète et linguiste originaire des Pays-Bas des Habsbourg († 12 décembre 1609).
- 21 décembre : Thomas Allen, mathématicien et astrologue anglais († 30 septembre 1632).
- ? décembre : Catherine Des Roches, écrivaine féministe française († novembre 1587).

- Date précise inconnue :
  - Françoise Babou de la Bourdaisière, aristocrate française, mère de Gabrielle d'Estrées († 9 juin 1592).
  - Martino Bassi, architecte italien († 1591).
  - Louis de Berlaymont, prêtre des Pays-Bas méridionaux fait archevêque-duc de Cambrai († 1596).
  - Willem Canter, critique néerlandais († 1575).
  - Diogo do Couto, écrivain et historien portugais († 10 décembre 1616).
  - Agostino Cusani, cardinal italien († 20 octobre 1598).
  - Louis Dorléans, pamphlétaire politique français († 1629).
  - Guillaume Estius, écrivain d'origine néerlandaise († 20 septembre 1613).
  - Frans Francken I, peintre flamand de l'École d'Anvers († 1616).
  - François de Montpensier, prince du sang de la maison de Bourbon († 4 juin 1592).
  - Maximilien de Hénin-Liétard, militaire et homme d'État des Pays-Bas, originaire du comté de Hainaut († 21 décembre 1578).
  - Hiraiwa Chikayoshi, daimyo du début de l'époque d'Edo, à la tête du domaine d'Inuyama († 1er février 1611).
  - Joris Hoefnagel, enlumineur flamand († 9 septembre 1601).
  - Horio Yoshiharu, daimyo des époques Azuchi-Momoyama et Edo de l'histoire du Japon († 26 juillet 1611).
  - Hoshina Masanao, daimyo de l'époque Sengoku, au service du clan Takeda († 21 octobre 1601).
  - Matthias Hovius, vicaire général de Jean Hauchin et archevêque de Malines († 1620).
  - Jacquette de Montbron, architecte française, dame d'honneur des reines Catherine de Médicis et Louise de Lorraine († 28 juin 1598).
  - Kuki Yoshitaka, commandant de la marine durant la période Sengoku du Japon († 17 novembre 1600).
  - Guillaume II de La Marck, seigneur de Lumey dans la Principauté de Liège († 1er mai 1578).
  - Giovanni Leonardo da Cutri, joueur d'échecs italien († 1597).
  - Nakagawa Kiyohide, samouraï de l'époque Azuchi Momoyama († 6 juin 1583).
  - Nicolas IV de Neufville de Villeroy, homme d'État français († 12 décembre 1617).
  - Antonio Persio, philosophe et prêtre italien († 11 février 1612).
  - Jacobus Pontanus, jésuite († 25 novembre 1626).
  - Élisabeth II de Regenstein, Princesse-Abbesse de Quedlinbourg († 20 juillet 1584).
  - Guillaume Rose, ecclésiastique français, évêque de Senlis († 20 mars 1602).
  - Robert Ruffi, écrivain et poète de langue d'oc († 25 janvier 1634).
  - Suganuma Sadamitsu, commandant samouraï du clan Suganuma au cours de l'époque Sengoku de l'histoire du Japon († 1604).
  - Toda Kazuaki, samouraï au service de Tokugawa Ieyasu († 20 août 1604).
  - Louis Tralcat, prédicateur et théoricien calviniste francophone, néerlandais mais d'origine française († 1602).
  - Tsukiyama-dono, épouse officielle du shogun Tokugawa Ieyasu († 19 septembre 1579).
  - Belisario Vinta, homme politique florentin († 13 octobre 1613).
  - Watanabe Moritsuna, samouraï du clan Watanabe, au service du clan Tokugawa († 1620).

- 1541 ou 1542 : Hattori Hanzō, ninja et samouraï japonais († 23 décembre 1596).

- Vers 1542 :
  - Cesare Bendinelli, musicien italien († 1617).
  - Joos van Winghe, peintre maniériste brabançon († décembre 1603).

## Décès en 1542
- 6 janvier : Bernard van Orley, peintre flamand (° v. 1488).
- ? février : Nikolaus Federmann, explorateur et chroniqueur allemand (° 1505).
- 17 mars : Angelo Beolco, dit Ruzzante ou Ruzante, écrivain, dramaturge et acteur italien du XVIe siècle (° v. 1496).
- 21 mai : Hernando de Soto, explorateur espagnol (° 1496 ou 1497).
- 24 août : Gasparo Contarini, cardinal italien, évêque de Belluno († 16 octobre 1483).
- 29 août : Christophe de Gama, soldat portugais, fils de Vasco de Gama (° 1516).
- 31 août : Suwa Yorishige, samouraï de la fin de l'époque Sengoku (° 1516).
- 6 septembre : Diego de Almagro le jeune, aventurier péruvien (° 1522).
- 11 octobre : Sir Thomas Wyatt, poète anglais (° 1503).
- 14 décembre : Jacques V d'Écosse, roi d'Écosse (° 10 avril 1512).
- Date précise inconnue :
  - Francesco Caccianemici, peintre italien (° ?).
  - Michele Coltellini, peintre italien (° 1480).
  - Sébastien Franck[48], philosophe allemand (° 1499).
  - Ercole Ramazzani, peintre italien de l'école bolonaise (° 1484).